# 2013年2月

## 2月11日
大型強子對撞機暫時關閉，進行維修與升級工作。現暫定目標於2014年12月再度開啟運轉。屆時將能以14TeV的初始設計能量進行對撞實驗。科學人（页面存档备份，存于）

## 2月12日
科學部門在北方地下核子試驗場進行第三次核試驗。 BBC中文網（页面存档备份，存于）

## 2月14日
美国航空和全美航空宣布合并组建成新的美国航空公司，它将成为全球最大的航空公司。联合早报

## 2月15日
2013年俄羅斯流星事件：一塊7000-10000公噸的流星突擊俄羅斯車裡雅賓斯克市，在空中爆炸後產生的震波，使得很多建築物被損壞，很多窗戶被打破，估計至少有1200人受傷。NASA（页面存档备份，存于）

## 2月19日
神秘失踪的加拿大华裔女子蓝可儿的尸体被发现于洛杉矶塞西尔酒店的楼顶水箱。腾讯网（页面存档备份，存于）

## 2月21日
中國環保部在《化學品環境風險防控十二五規劃》指出部份地區因化學污染嚴重而出現「癌症村」。 BBC中文網（页面存档备份，存于）

## 2月24日
在第85屆奧斯卡金像獎中，李安的奪下最佳攝影、最佳視覺效果、最佳原創配樂等三項獎項；李安本人亦以該片奪下最佳導演獎。 中央社（页面存档备份，存于）

## 2月25日
韩国前总统朴正熙长女朴槿惠正式宣誓就任大韩民国第18任总统，成为有史以来首位入主青瓦台的女性。朴槿惠生于1952年2月2日，1998年首次当选国会议员，2007年曾参加大国家党总统选举党内初选，但以微弱票数败给李明博。2012年12月19日的总统选举中，她作为执政党新国家党候选人，以51.56%的得票率战胜反对党候选人文在寅，当选大韩民国总统。
BBC News（页面存档备份，存于）

## 2月26日
埃及南部旅游胜地发生一起观光热气球爆炸坠毁事故，导致9名香港乘客、4名日本乘客、3名英国乘客（包括一名匈牙利籍英国居民）、两名法国乘客和一名埃及乘客死亡。这起事故被认为是有史以来最严重的观光热气球事故。
卫报（页面存档备份，存于）